# Powstanie szenkurskie
Powstanie szenkurskie (ros. Шенкурское восстание) – antybolszewickie wystąpienie zbrojne latem 1918 r.
2 lipca 1918 r. Zjazd Rad Guberni Archangielskiej podjął decyzję o ogłoszeniu mobilizacji miejscowej ludności do armii bolszewickiej. Uczestniczył w nim wiejski nauczyciel Maksim Rakitin, który w styczniu tego roku powrócił z frontów I wojny światowej w stopniu praporszczika. Po przyjeździe do rodzinnej wsi Łosiewskaja, leżącej w wołosti wierchniepadenskiej, postanowił przeciwstawić się decyzji zjazdu. 20 lipca, kiedy grupa kilkudziesięciu chłopów, byłych żołnierzy frontowych, przybyła do Szenkurska w celu zgłoszenia się do miejscowej wojskowej komendy uzupełnień (wojenkomatu), M. Rakitin i jego trzech braci: Piotr, Aleksandr i Ilja zbuntowali ich. Najpierw aresztowano bolszewickich komisarzy gubernialnego urzędu wykonawczego (gubispołkomu) Nowowa, Ołunina i Białowa oraz przewodniczącego miejskiego komitetu wykonawczego (ispołkomu) Iwanowa. Następnie, zdobywszy tam broń, buntownicy rozpoczęli szturm budynku wojenkomatu, w którym ukryli się pracownicy szenkurskiego ispołkomu i wojenkomatu wraz z grupą ok. 50 żołnierzy bolszewickich. Po 4 dniach wymiany ognia budynek został opanowany po kapitulacji obrońców. Zostały zdobyte kolejne sztuki broni: 2 karabiny maszynowe, 73 karabiny ręczne i 84 rewolwery, a także duże ilości amunicji. Po walce buntownicy oddalili się z Szenkurska. Część z nich utworzyła oddział zbrojny na czele z Maksimem Rakitinem, część rozjechała się do swoich wiosek. Na wieść o buncie chłopskich rekrutów bolszewickie władze gubernialne w Archangielsku wysłały oddział zrewolucjonizowanych marynarzy pod dowództwem Pawłina Winogradowa, pełniącego funkcję zastępcy przewodniczącego archangielskiego gubispołkomu, który miał schwytać lub zabić buntowników. Do 2 sierpnia marynarze rozbili oddział M. N. Rakitina, po czym ujęli wielu uczestników buntu. Samemu Rakitinowi udało się ukryć. Po zajęciu Archangielska przez alianckie wojska interwencyjne na początku sierpnia, wstąpił do nowo formowanych wojsk Białych gen. Jewgienija Millera. W sierpniu 1919 r. objął dowództwo Specjalnego Batalionu Szenkurskiego, złożonego z mieszkańców ujezdu szenkurskiego, w tym też uczestników powstania w Szenkursku w lipcu 1918 r.